# Servo
Servo – silnik przeglądarki internetowej o otwartym kodzie źródłowym stworzony z myślą, by zapewniał wysoką wydajność, bezpieczeństwo oraz modułowość, za sprawą wykorzystania języka Rust. Rozpowszechniany jest na licencji MPL. 
Projekt został zapoczątkowany przez Mozilla Research, a przedsiębiorstwo Samsung wyraziło chęć przeportowania silnika na procesory ARM i system Android. W listopadzie 2020 projekt przeszedł pod opiekę Linux Foundation.

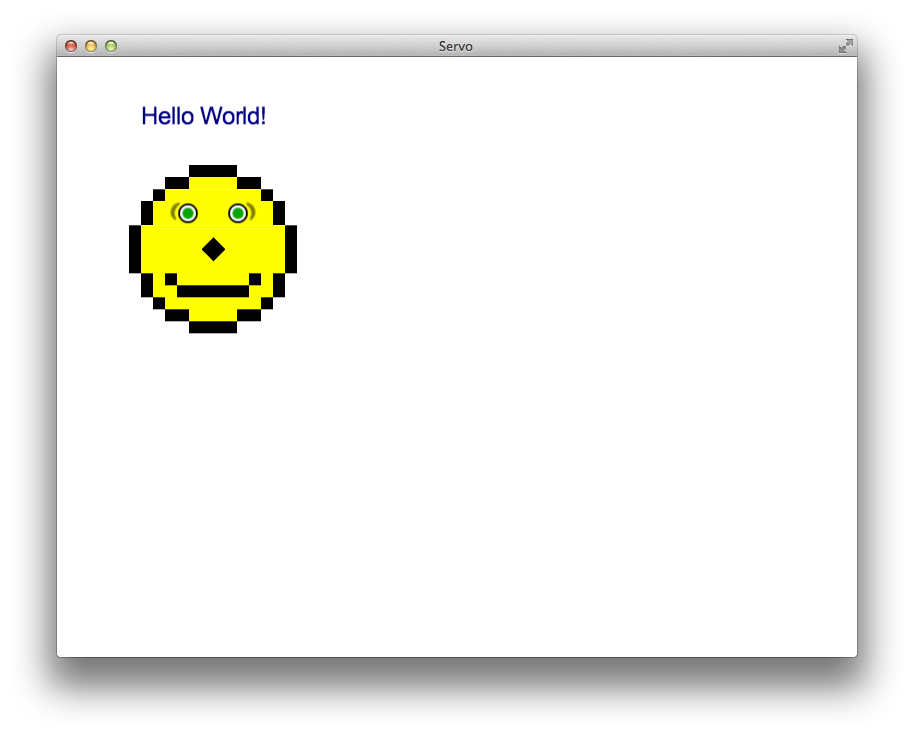
Servo pokazujący wynik testu Acid2

Servo jest wciąż na wczesnym etapie rozwoju. Potrafi on już jednak poprawnie renderować niektóre strony internetowe, jak np. stronę Wikipedii czy GitHuba, a także pomyślnie przechodzi test Acid2.
Nazwa „Servo” pochodzi od Toma Servo, robota z telewizyjnego show Mystery Science Theater 3000.

## Funkcje
Servo został zaprojektowany w taki sposób, by był wieloprocesowy, wielowątkowy, a zadania wykonywały się równolegle i były akcelerowane przez GPU, w celu zapewnienia wysokiej wydajności. W środowisku takim funkcje programu (takie jak: parsowanie HTML i CSS, dekodowanie obrazów i wideo, renderowanie itd.) są obsługiwane przez drobne, odizolowane zadania, wykonywane równolegle na wielu rdzeniach procesora. Takie podejście pozwala wykorzystać potencjał nowoczesnego sprzętu, a ponadto zwiększa bezpieczeństwo, gdyż niepoprawnie napisany lub wolny kod nie zakłóci działania krytycznych funkcji przeglądarki.
Dwa znaczące komponenty wykorzystywane przez Servo nie zostały napisane od podstaw z użyciem języka Rust i bazują na istniejącym wcześniej kodzie Mozilli. Są nimi: silnik JavaScriptu SpiderMonkey oraz biblioteka graficzna Azure, używana do komunikacji z OpenGL i Direct2D.

## Historia

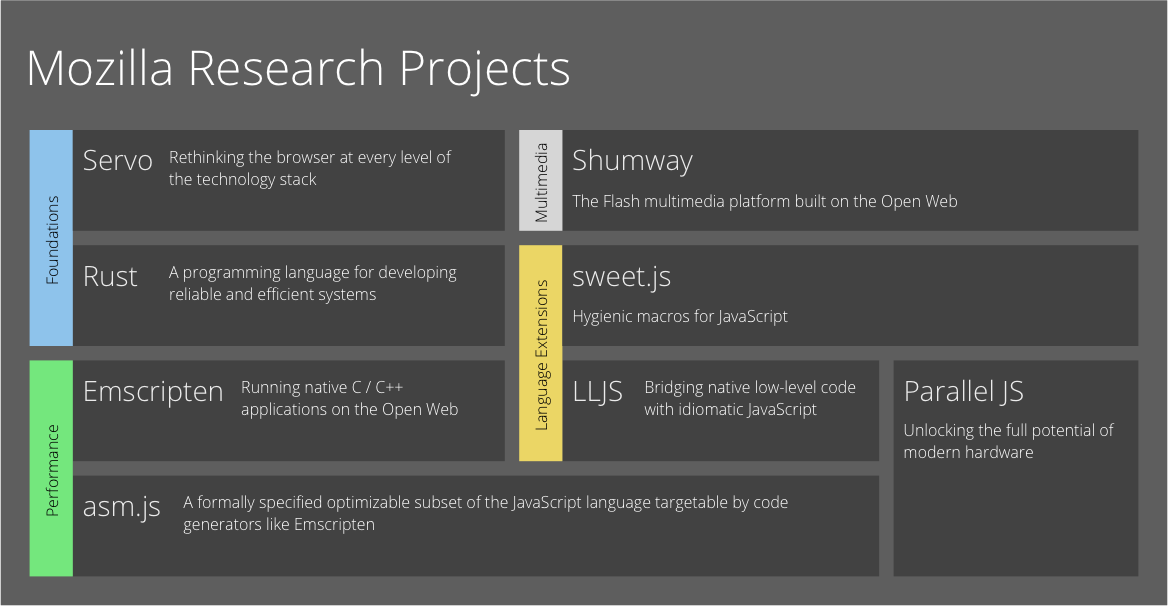
Diagram przedstawiający projekty Mozilli Research, w tym Servo

Rozwój Servo rozpoczął się w 2012 roku. Pierwszy commit z 8 lutego 2012 w serwisie GitHub nie zawierał żadnego kodu źródłowego. Dopiero 27 marca 2012 r. miał miejsce pierwszy, podstawowy commit kodu.
W dniu 3 kwietnia 2013 Mozilla ogłosiła współpracę z Samsungiem przy Servo.
Od 30 czerwca 2016 roku wersje binarne są dostępne do pobrania dla 64-bitowych systemów macOS i Linux, więc nie ma już konieczności kompilowania kodu na własną rękę. 13 kwietnia 2017 rozpoczęto udostępnianie wersji również dla 64-bitowego systemu Windows.
Od 14 września 2018 r. wersje binarne są dostępne do pobrania dla systemu Android.

## Projekt Servo

### Cele projektu
Celem projektu Servo jest stworzenie od podstaw nowego silnika przeglądarki, który oferowałby wysoką wydajność, dzięki wykorzystaniu potencjału nowoczesnego sprzętu poprzez oparcie jego działania na obliczeniach równoległych i akceleracji GPU, a także bezpieczeństwo, za sprawą wykorzystania języka programowania Rust, który zapewnia bezpieczeństwo wątków i pamięci.

### Struktura projektu
Projekt Servo jest utrzymywany i rozwijany głównie przez Mozillę oraz osoby z nią powiązane. Jednak z racji tego, że to oprogramowanie o otwartym kodzie źródłowym, wkład od każdego jest możliwy i mile widziany.

### Relacje z Firefoksem
Mozilla stworzyła projekt zwany „Quantum”, którego celem jest integrowanie kolejnych elementów silnika Servo z silnikiem Gecko, wykorzystywanym m.in. przez przeglądarkę Firefox. Dzięki takiemu podejściu zaobserwować można sukcesywny wzrost wydajności Firefoksa.

### Chromium Embedded Framework
Do Servo zamierzano dodać obsługę API z Chromium Embedded Framework (CEF), co umożliwiłoby użycie Servo jako zamiennika dla Chromium w aplikacjach korzystających z CEF. Wsparcie dla CEF nigdy jednak nie osiągnęło użytecznego stanu i zostało ono usunięte na początku 2018 roku.